# Ojo de Agua de Morán
Ojo de Agua de Morán es una localidad del estado mexicano de Jalisco. Es parte del municipio de Atotonilco el Alto.

## Demografía
| Gráfica de evolución demográfica |
|                                  |

| Censo | Población |
| ----- | --------- |
| 1900  | 117       |
| 1910  | 106       |
| 1921  | 239       |
| 1930  | 152       |
| 1940  | 325       |
| 1950  | 392       |
| 1960  | 456       |
| 1970  | 421       |
| 1980  | 533       |
| 1990  | 919       |
| 2000  | 1 032     |
| 2010  | 1 113     |
| 2020  | 1 173     |